# Каркашанда
Каркашанда — деревня в мухафазе Кальюбия, Египет. Среди её влиятельных выходцев — имам аль-Лайт бин Саад, историк Аль-Калкашанди и министр сельского хозяйства Хишам Кандиль.

## История
Деревня Каркашанда является одной из древних деревень, так как она упоминается как «Калкашанда» в трудах Аль-Шаркия в пределах деревень Ар-Рук Аль-Салахи, которые Ибн Мамати перечислил в книге «Канун Аль-Дауайн». Также упоминается как «Калкшаанда» из произведений аль-Калубиа в пределах сел Ар-Рук ан-Насири, которые были перечислены Ибн аль-Хунгри в книге «Суннитский шедевр с именами Страны Египта». В османскую эпоху деревня упоминалась в османской квадратуре, проведённой османским Великим визирем Хадымом Сулейманом в эпоху османского султана Сулеймана I в деревнях Кальюбия . В подсчётах деревень Египта 1228—1813 г., проведенного Мухаммедом Али-пашой, упоминается Каркашанда.

## Население
Согласно официальной переписи населения 2006 года, в Каркашанде проживает 9375 человек.